# Intel·ligència militar
La intel·ligència militar és la tasca, complerta en general per unitats específiques dins de les Forces armades, de recollir informació sobre l'enemic actual o potencial per permetre planificar adequadament les eventuals operacions. Associada tradicionalment a l'espionatge, la intel·ligència regula la recollida d'informació de la capacitat tecnològica, l'ordre de batalla, armes, equip, entrenament, bases militars, comunicacions i la detecció de radars. La col·lecció d'intel·ligència és vital per a proveir informació exacta i recent per a un comandant poder fer ús intel·ligent dels seus recursos. Encara que la tasca és de caràcter militar, a nivell més s'inclou informació diplomàtica, política, econòmica i demogràfica en temps de pau.
La formació de departaments professionals d'intel·ligència militar es va produir al llarg del segle xix, el progrés de la tecnologia al segle xx els sumaria a les tasques tradicionals d'espionatge un gran arsenal de recursos tècnics, des de les imatges, la intercepció de comunicacions en conjunt amb el criptoanàlisi, anàlisi de patrons comunicatius, la detecció de radars, i altres funcions com la intel·ligència humana, els operatius clandestins, la desinformació, la decepció i la contraintel·ligència.
Els departaments d'intel·ligència s'han utilitzat amb freqüència per vigilar dins del mateix Estat, en els Estats Units, el FBI compleix funcions d'intel·ligència interior, i nombrosos estats llatinoamericans han replicat la seva estructura (com a l'Agència Federal d'Investigacions (Mèxic) Agència Federal d'Investigacions mexicana o l'Agència Federal d'Investigacions i Seguretat Interior, Argentina. Encara que el seu propòsit aparent és el de recollir informació sobre les organitzacions criminals de gran escala, com la Màfia, sovint han estat utilitzats amb fins polítics per al control de la insurgència.